# اوست-بلیشوو
اوست-بلیشوو (به لاتین: Ust-Belishevo) یک منطقهٔ مسکونی در روسیه است که در باشقیرستان واقع شده‌است.